# Леон Леви
Леон Витали Леви е български философ, професор по философия от еврейски произход.

## Биография
Роден е на 11 февруари 1928 г. в София. Завършва философия в Софийския университет. През 1962 г. започва работа в университета като асистент. От 1976 г. е доцент, а от 1989 г. професор. Леон Леви е сред основателите на специалност Психология в България. Освен това е преподавал в Шуменския университет, Варненския свободен университет и Югозападния университет в Благоевград. Води лекции по психология, Обща и педагогическа психология, Съдебна психология, както и Увод в психологията. Умира на 21 януари 2021 г. в София.

## Трудове
- Лъжата. Изд. Наука и изкуство, 1975
- Увод в психология. УИ „Св. Климент Охридски“, 1990
- Увод в психологията. Изд. Парадигма, 2002
- Когнитивна психология. Изд. Парадигма, 2005